# Fresnedilla
Fresnedilla es un municipio y localidad española de la provincia de Ávila, en la comunidad autónoma de Castilla y León. El término municipal tiene una población de 97 habitantes (INE 2024).

## Geografía
Se encuentra enclavado en el valle del Tiétar, aunque sus tierras no llegan a ser regadas por este río. La localidad está situada a una altitud de 622 m sobre el nivel del mar y el área del municipio es de 24,53 km². En el siglo XIX se menciona que el término estaba poblado de encinas, pinos y monte bajo. El gentilicio es fresnedillero.
| Noroeste: La Adrada                                     | Norte: La Adrada                                  | Noreste: Higuera de las Dueñas |
| Oeste: La Iglesuela del Tiétar                          |                                                   | Este: Higuera de las Dueñas    |
| Suroeste: La Iglesuela del Tiétar (provincia de Toledo) | Sur: El Real de San Vicente (provincia de Toledo) | Sureste: Higuera de las Dueñas |

## Historia

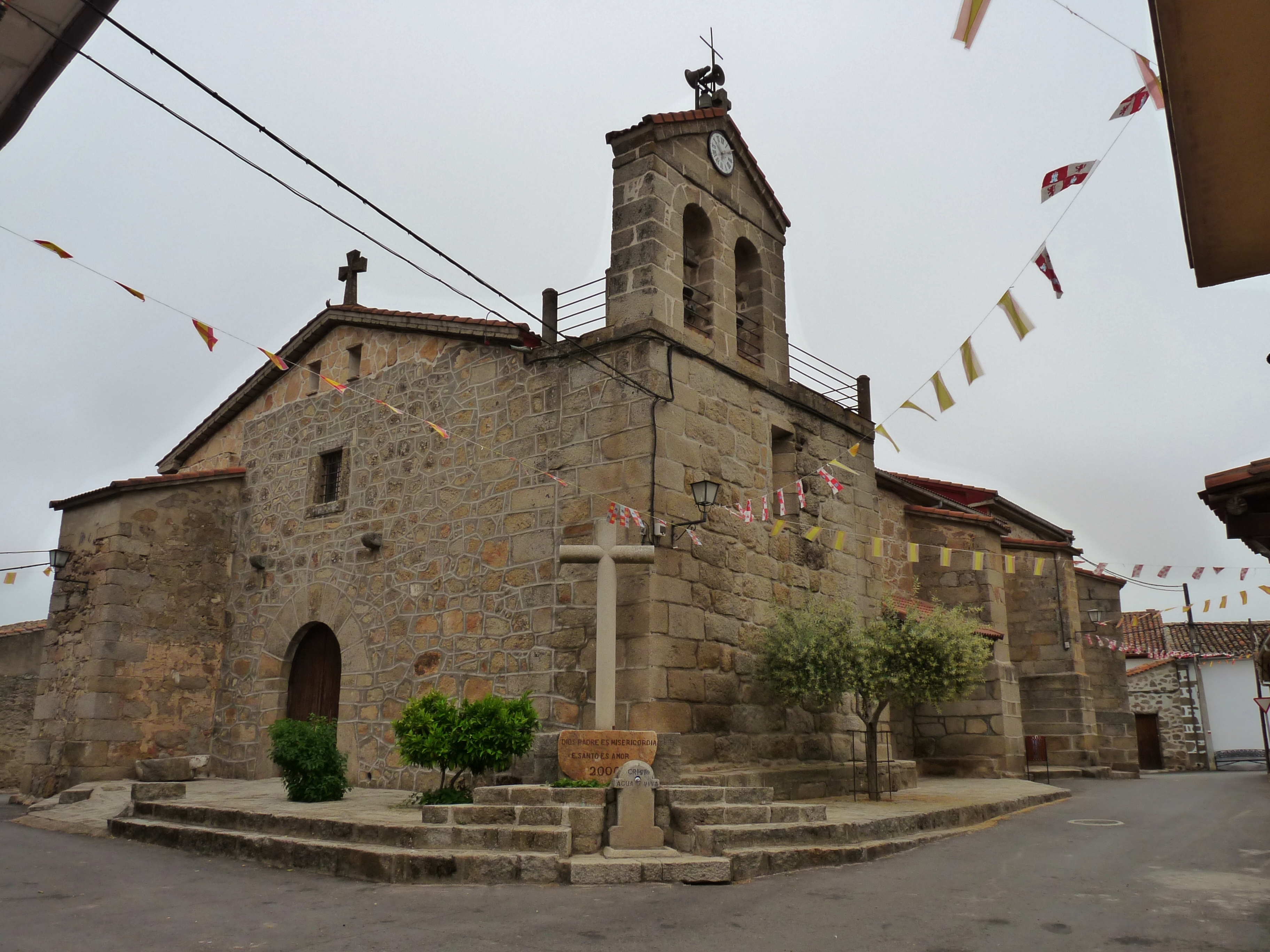
Iglesia de la localidad.

La localidad, junto a La Adrada y al resto de aldeas pertenecientes al señorío de La Adrada (Casillas, Casavieja, La Iglesuela, Piedralaves y Sotillo) pasaron a estar en control de Beltrán de la Cueva (posterior a la caída del condestable Álvaro de Luna en 1453).
Hacia mediados del siglo XIX, el lugar tenía contabilizada una población de 184 habitantes. Aparece descrito en el octavo volumen del Diccionario geográfico-estadístico-histórico de España y sus posesiones de Ultramar de Pascual Madoz de la siguiente manera:

FRESNEDILLA: v. con ayunt. en la prov. y dióc. de Avila (11 leg.), part. jud. de Cebreros (6), aud. terr. de Madrid (16) c. g. de Castilla la Vieja (Valladolid 30): sit. en terreno llano; en el valle de Tietar; la combaten todos los vientos y su clima es propenso á calenturas y tercianas: tiene 50 casas de mala construccion, una plaza, casa de ayunt., cárcel, en mal estado, escuela de instruccion primaria comun á ambos sexos, cuyo maestro recibe de dotacion 70 fan. de centeno, y una igl. parr. (Ntra. Sra. de la Purificacion) servida por un párroco cuyo curato es de entrada de presentacion de S. M. en los meses apostólicos, y del ob. en los ordinarios. En los afueras de la pobl. se encuentra el cementerio en parage que no ofende la salud pública, y dos fuentes de buenas aguas que sirven para el uso de los vec. y el de los ganados. El térm. se estiende 1/4 de leg. de N. á S. y 1/2 de E. á O. y confina con la Higuera, Sotillo y Adrada; todo él está poblado de encinas, pinos y monte bajo, hay una deh. boyal para pastos, y algun viñedo y olivos; le atraviesa un pequeño arroyo que interrumpe su curso en verano y marcha con direccion al r. Tietar. El terreno es flojo y de secano. caminos: los que dirigen á los pueblos limítrofes, y una cañada por donde pasan los ganados que van á Estremadura. prod.: trigo, cebada, centeno, algo de seda, garbanzos, patatas y legumbres; mantiene ganado lanar, cabrio, vacuno y de cerda; cria caza de liebres, conejos, perdices, lobos y zorras que causan bastante daño en los ganados. ind. y comercio: la agrícola é importacion de los art. de que carece la v. pobl.: 62 vec., 184 alm. cap. prod.: 562,625 rs. imp.: 22,505 ind. y fabril: 1,600. contr., 5,624 rs. 15 mrs. El presupuesto municipal asciende á 30,000 rs. que se cubren con el producto de arbitrios.
(Madoz, 1847, p. 185)

En 1886 nació en la localidad el pintor Eduardo Martínez Vázquez.

## Demografía
Fresnedilla cuenta con una población de 97 habitantes (INE 2024).
| Gráfica de evolución demográfica de Fresnedilla entre 1842 y 2021                                                     |
| |
| Población de derecho según los censos de población del INE. Población de hecho según los censos de población del INE. |

## Patrimonio
En la localidad hay una iglesia bajo la advocación de Nuestra Señora de la Purificación.

## Fiestas
Los patrones son San Antonio de Padua, celebrado el segundo domingo de junio, y la Virgen del Rosario, que se celebra el primer domingo de octubre.